# Detroit Stories
Detroit Stories är Alice Coopers tjugoförsta soloalbum, utgivet den 26 februari 2021. Albumet gick rakt in på förstaplatsen på Billboard's Top Album Sales Chart.

## Låtlista
| Nr           | Titel                                              | Kompositör                                                         | Längd |
| ------------ | -------------------------------------------------- | ------------------------------------------------------------------ | ----- |
| 1.           | Rock & Roll (The Velvet Underground-cover)         | Lou Reed                                                           | 4:43  |
| 2.           | Go Man Go                                          | Alice Cooper, Bob Ezrin, Tommy Henriksen, Wayne Kramer             | 2:40  |
| 3.           | Our Love Will Change the World                     | Matthew Smith                                                      | 3:39  |
| 4.           | Social Debris                                      | Alice Cooper, Bob Ezrin, Neal Smith                                | 3:05  |
| 5.           | $1000 High Heel Shoes                              | Alice Cooper, Bob Ezrin, Wayne Kramer                              | 3:29  |
| 6.           | Hail Mary                                          | Alice Cooper, Bob Ezrin, Tommy Henriksen                           | 3:15  |
| 7.           | Detroit City 2021                                  | Alice Cooper, Bob Ezrin, Tommy Henriksen, Ryan Roxie, Chuck Garric | 3:20  |
| 8.           | Drunk and in Love                                  | Alice Cooper, Bob Ezrin, Dennis Dunaway                            | 3:52  |
| 9.           | Independence Dave                                  | Alice Cooper, Bob Erin, Wayne Kramer                               | 2:57  |
| 10.          | I Hate You                                         | Alice Cooper, Bob Ezrin, Dennis Dunaway                            | 2:34  |
| 11.          | Wonderful World                                    | Alice Cooper, Bob Ezrin, Tommy Henriksen, Tommy Denander           | 3:20  |
| 12.          | Sister Anne (MC5-cover)                            | Fred "Sonic" Smith                                                 | 4:47  |
| 13.          | Hanging On by a Thread (Don't Give Up)             | Alice Cooper, Bob Ezrin, Tommy Henriksen                           | 3:36  |
| 14.          | Shut Up and Rock                                   | Alice Cooper, Bob Ezrin, Tommy Henriksen, Tommy Denander           | 2:09  |
| 15.          | East Side Story (Bob Seger & The Last Heard-cover) | Bob Seger                                                          | 2:52  |
| Total längd: | Total längd:                                       | Total längd:                                                       | 50:28 |